# Van-der-Veen-Eisstrom
Der Van-der-Veen-Eisstrom (früher Eisstrom B1) ist ein großer Eisstrom im westantarktischen Marie-Byrd-Land. Er ist ein südöstlicher Zufluss des Whillans-Eisstroms.
Das Advisory Committee on Antarctic Names benannte ihn 2003 nach Cornelis J. „Kees“ Van der Veen (* 1956) von der Ohio State University, der gemeinsam mit dem kanadischen Geologen Ian Morley Whillans (1944–2001) von 1986 bis 2001 weitreichende Studien zum westantarktischen Eisschild durchgeführt hatte.